# Политико
Полѝтико (на английски: Politico, стилизирано само с главни букви, известна първоначално като The Politico), е американска политическа вестникарска компания, базирана в окръг Арлингтън, Вирджиния, САЩ, която отразява политиката и политиката в Съединените щати и в международен план. Основно разпространява съдържание онлайн, но също така издава печатни вестници, излъчва радиопредавания и подкасти. Отразяването се фокусира върху теми като федералното правителство на САЩ, лобирането и медиите в САЩ.
Основана е от американския банкер Робърт Албритън през 2007 г., а през 2021 г. е придобита от немския издател Axel Springer SE. Axel Springer е най-големият издател на вестници в Европа, преди това е придобил Insider. От идеологическа гледна точка начинът на отразяване на събитията може да се опише като малко вляво от центъра или „умерено“. Като дъщерно дружество на Axel Springer, от всеки служител на Политико се очаква да подкрепя европейската интеграция, НАТО, правото на съществуване на Израел, отвореното общество и идеологиите на свободния пазар.
През 2015 г. Политико пуска в Брюксел европейско издание под наименованието Politico Europe.